# كومبيوتر سبيس
كومبيوتر سبيس (بالإنجليزية: Computer Space)‏ هي لعبة فيديو محاكاة طيران آركيد تم إنتاجها في سنة 1971. صممت من قبل نولان بوشنيل وتيد دابني وعن طريق شركة أتاري آي إن سي، تعتبر أول لعبة آركيد قابلة للعب في التاريخ. طورت فكرة اللعبة من لعبة سبيسوير التي أنتجت في سنة 1962.

## روابط خارجية
- كومبيوتر سبيس على موقع IMDb (الإنجليزية)
- كومبيوتر سبيس على موقع الموسوعة البريطانية (الإنجليزية)